# Teoloyucán
Teoloyucán là một đô thị thuộc bang México, México. Năm 2005, dân số của đô thị này là 73696 người.